# Droit omanais
Le droit omanais est l'ensemble des normes constitutionnelles et législatives s'appliquant à Oman.

## Sources du droit

### Droit international
L'article 72 de la Constitution place les traités et accords conclus par le Sultanat au-dessus de la Constitution,. L'article dispose ainsi :

« L'application de la présente loi fondamentale ne porte pas atteinte aux traités et accords que le Sultan a signés avec d'autres pays étrangers, avec des institutions et des organisations internationales. »

— Article 72 de la Constitution
Les traités entrent en vigueur à leur ratification.

### Constitution
La Constitution prime sur les lois et règlements.

### Législation
Les lois doivent être conformes à la Constitution et aux traités,.
Le Code pénal de 1974 est basé sur le droit pénal musulman.

### Règlements
Les règlements doivent être conformes à la Constitution, aux traités et aux lois,.

## Sources

## Compléments